# 王昭君 (1984年電視劇)
《王昭君》（英語：Wong Chao Chun）是香港亞洲電視製作並於1984年12月首播的電視劇，本劇由陳靜儀編審、王心慰首次監製，是亞洲電視在1984年至1987年期間開拍的三部「四大美人」劇集之一。主角分別由魏秋樺飾演王昭君，伍衛國飾演漢元帝。本劇是根據元曲作家馬致遠作品《漢宮秋》所改編，講述王昭君與漢元帝的愛情故事。

## 演員表
- 魏秋樺 飾 王嬙（王昭君）
- 伍衛國 飾 漢元帝[1]
- 黃秋生[1] 飾 胡爭
- 江濤 飾 毛延壽[1]
- 鄭雷[2] 飾 呼韓邪
- 吳彩南 飾 莫皋
- 司馬華龍 飾 匡衡
- 冼煥貞 飾 王娉[1]
- 孟麗萍 飾 林皇后
- 李月清 飾 太后
- 陳彩燕[3] 飾 葉馨
- 伍永森 飾 魯奉世
- 關子標 飾 魯野正
- 李愛華 飾 魯妃
- 馮素波[1] 飾 樂陶陶
- 梁舜燕[2] 飾 姚氏
- 鄧德光 飾 戚光義
- 阮令濤 飾 律衛
- 許英秀 飾 張內監
- 李亨 飾 王太守
- 李守仁 飾 周公公

## 製作
此劇是王心慰初升監製後首部作品。當時亞洲電視本來同時籌拍長篇古裝劇《秦始皇》，但最終在1984年10月時決定先集中資源開拍此劇，並趕於年末播出。此劇於11月正式開拍，製作時間只有五個星期，製作費約四百萬港元。
此劇重視演員戲服及佈景，在這些方面比其他古裝劇投入更多成本。

### 選角
女主角人選的決定比其他主要角色為遲，曾傳出考慮余安安、黃淑儀、黃曼凝，而魏秋樺曾傳出被高層反對，但她最終仍以部頭合約形式被起用為女主角。
魏秋樺為了演好王昭君這個角色，曾特意學習彈奏琵琶，又到圖書館和書店尋找資料，還找到名導演李翰祥太太張翠英，請她幫忙借看電影《王昭君》的錄像帶。她又自費添置戲服及首飾作道具。
魏秋樺與伍衛國兩人當時雖然均已效力亞洲電視（包括前身麗的電視）數年，但此劇是他們鮮有的合作。

## 播映
正式播映前，亞洲電視於12月8日晚播出了此劇的製作特輯。